# Pukkisaari (ö i Mellersta Finland, Jyväskylä, lat 62,33, long 25,93)
Pukkisaari är en ö i Finland. Den ligger i sjön Leppävesi och i kommunen Laukas i den ekonomiska regionen  Jyväskylä ekonomiska region  och landskapet Mellersta Finland, i den centrala delen av landet, 240 km norr om huvudstaden Helsingfors. Öns area är 2,6 hektar och dess största längd är 260 meter i sydöst-nordvästlig riktning.